# Люсіль Кліфтон
Люсіль Кліфтон (англ. Lucille Clifton, 27 червня 1936 року, Деп'ю — 13 лютого 2010  Балтимор) — американська феміністська поетеса, письменниця і освітянка з Баффало, штат Нью-Йорк. З 1979 по 1985 роки була Поетесою-лауреаткою штату Меріленд. Двічі номінована на Пулітцерівську премію за поезію.

## Життєпис
Люсіль Кліфтон (уроджена Тельма Люсіль Сайлз) народилася в Деп'ю, штат Нью-Йорк і виросла в Баффало. Закінчила середню школу Фосдік-Мастен Парк в 1953 році. Відвідувала Університет Говарда зі стипендією з 1953 по 1955 рік, після чого перейшла до Університету штату Нью-Йорк у Фредонії (поблизу Баффало).
Письменник Ісмаель Рід познайомив Люсіль з Фредом Джеймсом Кліфтоном, професором філософії в Університеті Баффало і скульптором, який зображав обличчя африканців, коли організовував театральну майстерню Баффало. У 1958 році Люсіль одружилася з Кліфтоном. В шлюбі народила шістьох дітей: чотирьох дочок (Сідні, Фредеріка, Джилліан і Алексія) і двох синів (Ченнінг і Грем).
Працювала реєстраторкою у Відділі зайнятості штату Нью-Йорк у Баффало (1958-60) і літературною секретаркою Управління освіти в Вашингтоні, округ Колумбія (1960-71). Фред і Люсіль Кліфтон взяли участь у постановці п'єси «Скляний звіринець», яку Buffalo Evening News назвали «поетичною і чутливою».[джерело?]
У 1967 році Кліфтони переїхали до Балтимора.
У 1984 році чоловік Люсіль помер від раку.

## Поетична творчість
Люсіль Кліфтон простежила свої родинні корені до західноафриканського королівства Дагомея, нині Республіка Бенін. Мати говорила Люсіль: «Пишайся, ти належиш до жінок Дагомеї!». Вона вказує серед своїх предків першу чорношкіру жінку, яку «офіційно повісили» за вбивство у штаті Кентуккі в часи рабства в США. Дівчатка в родині Люсіль народжувалися із зайвим пальцем на кожній руці (полідактилія). Додаткові пальці Люсіль ампутували у дитинстві, що було звичайною практикою через забобони і соціальну стигматизацію. «Два примарні пальці» та їхня діяльність стали темою в її віршах та інших творах. 
Серія дитячих книжок Люсіль про юного чорношкірого хлопчика почалася у 1970-х з книжки Some of the Days of Everett Anderson («Деякі дні Еверетта Андерсона»). Еверетт Андерсон, повторюваний персонаж у багатьох її книжках, говорить справжнім афро-американським діалектом і має справу з соціальними проблемами реального життя.
Творчість Кліфтон включена в такі антології, як: 
- My Black Me: A Beginning Book of Black Poetry («Моє чорне я: Початкова книжка чорної поезії», ред. Арнольд Адоф),
- A Poem of Her Own: Voices of American Women Yesterday and Today («Її власний вірш: Голоси американських жінок вчора і сьогодні», ред. Кетрін Клінтон),
- Black Stars: African American Women Writers («Чорні зірки: Афро-американські письменниці», ред. Бренда Скотт Вілкінсон),
- Bedrock: Writers on the Wonders of Geology («Корінна порода: Письменники про чудеса геології», видавництво Університету Трініті).

У 1966 році Ісмаель Рід показав деякі вірші Кліфтон Ленгстону Г'юзу, а той включив їх у свою антологію The Poetry of the Negro («Поезія негра»).
Перша поетична збірка Кліфтон, Good Times («Хороші часи»), опублікована в 1969 році й увійшла до списку Нью-Йорк Таймс як одна з десяти найкращих книг року.
З 1971 по 1974 Кліфтон була поетесою-резиденткою у Коппінському коледжі в Балтиморі.
З 1979 по 1985 рік була Поетесою-лауреаткою штату Меріленд.
У 1982—83 роках — запрошеною письменницею Школи мистецтв Колумбійського університету і Університету Джорджа Вашингтона.
З 1985 по 1989 рік Кліфтон була професоркою літератури та творчого письма в Каліфорнійському університеті в Санта-Крус. Також була заслуженою професоркою гуманітарних наук в коледжі Сент-Мері штату Меріленд. З 1995 по 1999 роки був запрошеною професоркою в Колумбійському університеті. У 2006 році — наукова співробітниця Дартмутського коледжу.
Дослідження її життя і творчості здійснено виданнях Wild Blessings: The Poetry of Lucille Clifton («Дикі благословення: Поезія Люсіль Кліфтон», LSU Press, 2004, автор Гіларі Голладей), і Lucille Clifton: Her Life and Letters («Люсіль Кліфтон: її життя і листи», Praeger, 2006, автор Мері Джейн Лаптон).

## Нагороди
- 1970, 1973: письменницька стипендія від Національного фонду мистецтв[en], грант від Табличка на стіні Нью-Йоркської громадської бібліотеки

Академії американських поетів. 

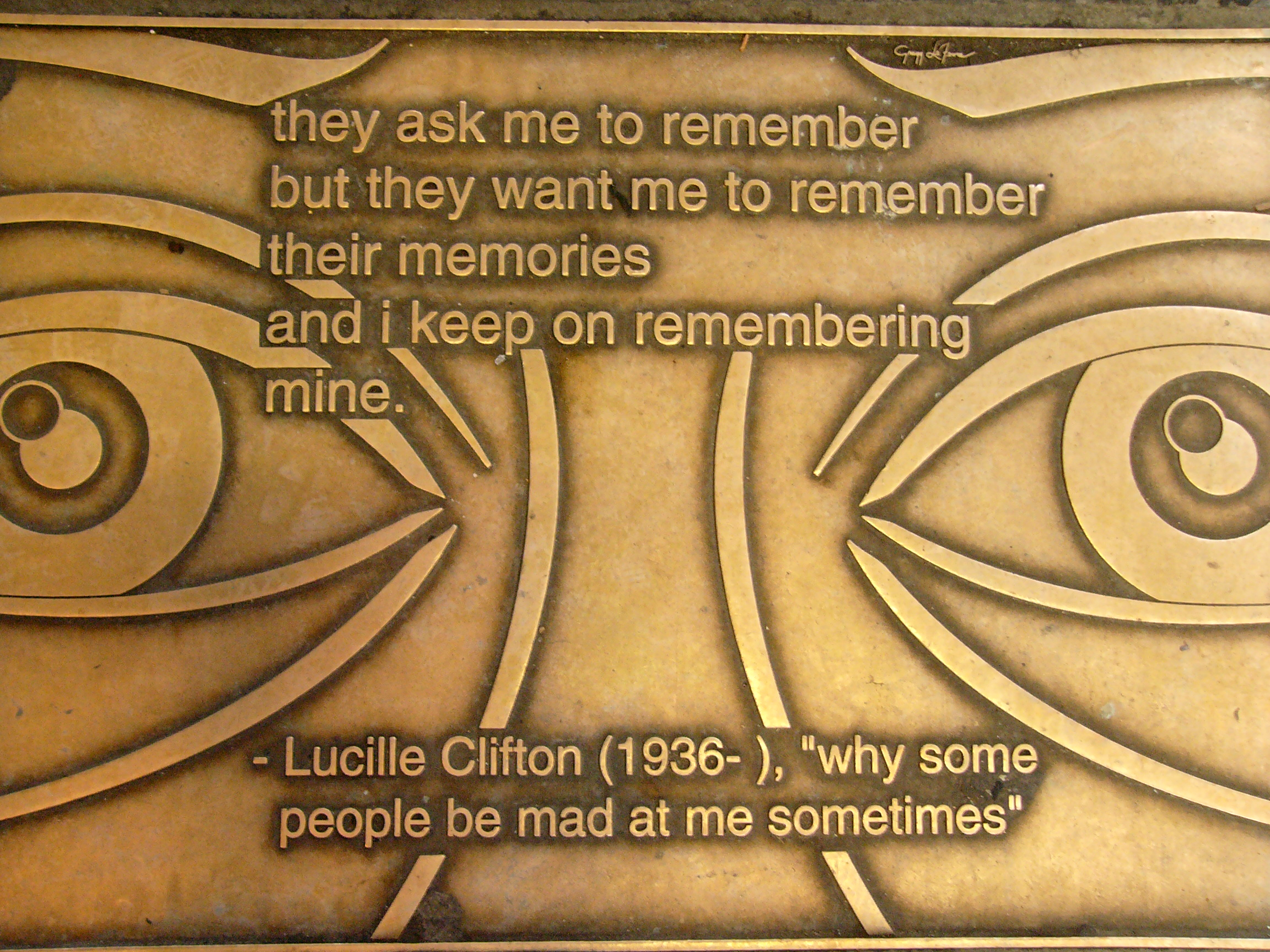
Табличка на стіні Нью-Йоркської громадської бібліотеки

- Благодійний приз Рендалл, приз Джерома Дж. Шестака від American Poetry Review,
- Премія «Еммі».
- 1984: за «Прощання Еверетта Андерсона» премію Коретти Скотт Кінг[en].
- 1988: стала першим автором двох збірок поезії, що потрапили до фіналу Пулітцерівської премії протягом одного року (оголошення фіналістів практикується з 1980 року).
- 1991/1992: Меморіальну премію Шеллі[en].
- 1996: Літературну премію Ланнана за поезію[en].
- 2000: за книгу Blessing the Boats: New and Collected Poems 1988—2000 («Благословляючи човни: нові та зібрані вірші 1988—2000») Національну книжкову премію за поезію[en].
- З 1999 по 2005 Кліфтон входила до складу Ради ректорів Академії американських поетів.
- 2007: отримала поетичну премію Рут Ліллі[en]; винагороду у розмірі $100 000 отримує живий американський поет (поетеса), чиї «життєві досягнення дають право на надзвичайне визнання».
- Кліфтон посмертно отримала медаль Роберта Фроста за видатні досягнення від Поетичного товариства Америки.[22]

## Твори

### Збірки віршів
- Good Times, New York: Random House, 1969
- Good News About the Earth, New York: Random House, 1972
- An Ordinary Woman, New York: Random House, 1974)
- Two-Headed Woman, University of Massachusetts Press, Amherst, 1980
- Good Woman: Poems and a Memoir: 1969—1980, Brockport: BOA Editions, 1987 — фіналіст Пулітцерівської премії 1988
- Next: New Poems, Brockport: BOA Editions, Ltd., 1987 — фіналіст Пулітцерівської премії 1988[23]
- Ten Oxherding Pictures, Santa Cruz: Moving Parts Press, 1988
- Quilting: Poems 1987—1990, Brockport: BOA Editions, 1991, ISBN 978-0-918526-81-6
- The Book of Light, Port Townsend: Copper Canyon Press, 1993
- The Terrible Stories, Brockport: BOA Editions, 1996
- Blessing The Boats: New and Collected Poems 1988—2000, Rochester: BOA Editions, 2000, ISBN 978-1-880238-88-2; Paw Prints, 2008, ISBN 978-1-4395-0356-0 — переможець Національної книжкової премії[24]
- Mercy, Rochester: BOA Editions, 2004, ISBN 978-1-929918-55-3
- Voices, Rochester: BOA Editions, 2008, ISBN 978-1-934414-12-5
- The Collected Poems of Lucille Clifton, Rochester, BOA Editions, 2012 ISBN 978-1-934414-90-3

### Дитячі книги
- Three Wishes (Doubleday)
- The Boy Who Didn't Believe In Spring (Penguin)
- The Lucky Stone. Delacorte Press. 1979. ISBN 978-0-440-05122-0.; Reprint Yearling Books, ISBN 978-0-307-53795-9
- The Times They Used To Be (Henry Holt & Co)
- All Us Come Cross the Water (Henry Holt)
- My Friend Jacob (Dutton)
- Amifika (Dutton)
- Sonora the Beautiful (Dutton)
- The Black B C's (Dutton)
- The Palm of My Heart: Poetry by African American Children. Introduction by Lucille Clifton (San Val)

### Серія про Еверетта Андерсона
- Everett Anderson's Goodbye (Henry Holt)
- One of the Problems of Everett Anderson (Henry Holt)
- Everett Anderson's Friend (Henry Holt)
- Everett Anderson's Christmas Coming (Henry Holt)
- Everett Anderson's 1-2-3 (Henry Holt)
- Everett Anderson's Year (Henry Holt)
- Some of the Days of Everett Anderson (Henry Holt)
- Everett Andersson's Nine Month Long (Henry Holt)

### Документальні тексти
- Generations: A Memoir, Random House, New York, 1976, ISBN 978-0-394-46155-7

## Подальше читання
- Holladay, Hilary, Wild Blessings: The Poetry of Lucille Clifton, Louisiana State University Press, 2004 ISBN 978-0-8071-2987-6
- Lupton, Mary Jane. Lucille Clifton: her life and letters. — Greenwood Publishing Group, 2006. — ISBN 0-275-98469-9.